# Shattuckita
La shattuckita es un mineral de la clase de los inosilicatos, y dentro de esta pertenece al llamado “grupo de los piroxenos”. Fue descubierta en 1915 en la mina de Shattuck en Bisbee, en el estado de Arizona (EE. UU.), siendo nombrada así por el nombre de la mina.

## Características químicas
Es un silicato hidroxilado de cobre. Puede ser confundida con la plancheíta (Cu8(Si4O11)2(OH)4·H2O).
Además de los elementos de su fórmula, suele llevar como impurezas: hierro, manganeso, magnesio, calcio y agua.

## Formación y yacimientos
Es un raro mineral de formación secundaria en la zona de oxidación de los yacimientos de minerales del cobre, a partir de la alteración de la malaquita.
Suele encontrarse asociado a otros minerales como: crisocola, ajoíta, malaquita, cuarzo o hematita.